# Robert Clavel (football)
Ne pas confondre avec Robert Clavel (décorateur)
Robert Clavel, né le 27 juin 1899 au Raincy et mort le 5 décembre 1983 à Champs-sur-Marne, est un footballeur français évoluant au poste d'attaquant de la fin des années 1910 au milieu des années 1920. Il remporte la Coupe de France en 1921.

## Biographie
Robert Clavel fait ses débuts en football avec le Red Star Amical Club en 1919. Avec le meilleur club de football français des années 1920, Robert Clavel remporte à trois reprises la Division d'Honneur Paris.
Le 24 avril 1921 au stade Pershing de Vincennes, le Red Star AC affronte l'Olympique de Paris, son grand rival en finale de la Coupe de France 1920-1921. Les Audoniens l'emportent 2-1, grâce aux buts Robert Clavel et Naudin,.

## Palmarès
- Division d'Honneur Paris :
  - Champion en 1921, 1922 et 1924 avec le Red Star Amical Club

- Coupe de France : 
  - Vainqueur en 1921 avec le Red Star Amical Club